# ملعب مدينة كوشيفو
ملعب عاصم فرهادوفيتش هاسا هو ملعب متعدد الاستخدام يقع في مدينة سراييفو عاصمة البوسنة والهرسك، وقد كان سابقا يُسمى ملعب كوشيفو والملعب الأولمبي. يسع الملعب لجلوس 37,500 مُتفرج. يُعتبر هذا الملعب الملعب الرسمي الذي يخوض فيه منتخب البوسنة والهرسك مبارياته الدولية. افتُتح الملعب سنة 1947.